# De bèsties i bestioles
De bèsties i bestioles (títol original: All the Little Animals) és una pel·lícula britànica dirigida per Jeremy Thomas, estrenada l'any 1998 i basada en la novel·la del mateix nom de Walker Hamilton. L'any de la seva estrena, el film apareix a la selecció Un Certain Regard del festival de Canes. Ha estat doblada al català.

## Argument
El film es concentra en la història de Bobby Platt (Christian Bale) que intenta escapar del seu padrastre Bernard De Winter, sobrenomenat "El Gros" i interpretat per Daniel Benzali i que ha aprofitat la mort de la mare de Bobby per afirmar la seva crueltat i deixar la seva empremta psicològica sobre aquest, amb l'objectiu principal d'apropiar-se de l'herència que li toca de dret.

## Repartiment
- John Hurt: Mr. Summers
- Christian Bale: Bobby Platt
- Daniel Benzali: Bernard 'The Fat' De Winter
- James Faulkner: Mr. Stuart Whiteside

## Crítica
- "Dirigida pel prestigiós productor de 'L'últim emperador', Thomas s'estavella en el seu debut. La pel·lícula naufraga".[3]